# János Áder
Dans le nom hongrois Áder János, le nom de famille précède le prénom, mais cet article utilise l’ordre habituel en français János Áder, où le prénom précède le nom.
Pour les articles homonymes, voir Ader.
János Áder (/ˈjaːnoʃ ˈaːdɛɾ/), né le 9 mai 1959 à Csorna dans le comitat de Győr-Moson-Sopron, est un homme d'État hongrois, membre du Fidesz et président de la République de 2012 à 2022.
Juriste de formation, il compte parmi les fondateurs du Fidesz et prend part aux pourparlers de l'opposition démocratique, dès 1988. Deux ans plus tard, à l'issue des premières élections libres qui suivent la chute du régime communiste, il entre à l'Assemblée nationale, qu'il préside de 1998 à 2002.
Il est brièvement président du Fidesz entre 2002 et 2003, tout en dirigeant son groupe parlementaire jusqu'en 2006. Il s'éloigne progressivement de la scène politique hongroise après son élection comme député européen en 2009, sous les couleurs de son parti.
À la suite de la démission de Pál Schmitt en 2012, il est désigné candidat à la présidence de la République par le Fidesz. Compte tenu de la large majorité dont bénéficie la coalition conservatrice à l'Assemblée, il remporte facilement le scrutin présidentiel anticipé et devient chef de l'État.
Alors que l'opposition lui reproche une indépendance insuffisante vis-à-vis du Premier ministre nationaliste Viktor Orbán, il est reconduit lors de l'élection présidentielle de 2017. Il est ainsi le premier président hongrois réélu depuis Árpád Göncz, en 1995. 
Empêché de briguer un troisième quinquennat présidentiel par la Loi fondamentale, il transmet ses pouvoirs à la députée conservatrice Katalin Novák et quitte la vie politique en 2022.

## Biographie

### Études et carrière de juriste
Fils d'un aide-vendeur commercial et d'une comptable, János Áder fréquente l'école primaire à Csorna, puis obtient le baccalauréat en 1977 à Győr et est admis en 1978 à la faculté de droit et d'administration de l'université Loránd Eötvös (ELTE), dont il sort diplômé en 1983.
Il travaille d'abord au service d'échanges immobiliers de la mairie (tanács) du 6e arrondissement de Budapest, puis de 1985 à 1990 à l'Institut de recherches sociologiques de l'Académie hongroise des sciences, en tant que chercheur dans le domaine du travail législatif de l'Assemblée nationale de Hongrie. Il obtient en parallèle la qualification d'avocat.
En 1984, János Áder épouse la magistrate et juriste Anita Herczegh, qu'il a rencontrée à l'université ; le père de celle-ci, Géza Herczegh, a été successivement juge, puis vice-président de la Cour constitutionnelle hongroise, avant de siéger au Tribunal international de La Haye jusqu'en 2003.

### Fondation du Fidesz

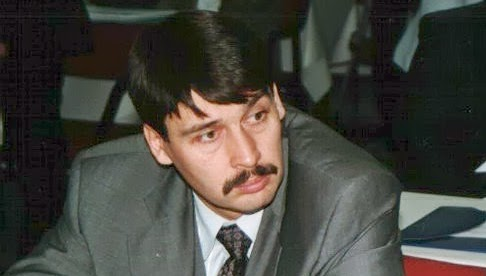
János Áder, président du Parlement en 2000

En 1987, János Áder prend part à la rencontre de Lakitelek, la première réunion de l'opposition hongroise à demander le multipartisme. En 1988, il est l'un des fondateurs du Fidesz (Alliance des Jeunes Démocrates). Il participe à la Table ronde de l'opposition (Ellenzéki Kerekasztal) qui représente l'ensemble de l'opposition dans les discussions avec le Parti communiste en 1989, et la même année il est membre de la Commission électorale nationale. Il est directeur de campagne du Fidesz aux premières élections législatives libres en 1990 (puis à nouveau en 1994 et 1998).
Élu député, il est vice-président du groupe parlementaire Fidesz jusqu'en 1992, et est alors choisi comme président du Comité national (Országos Választmány) du Fidesz, l'équivalent du président du Fidesz par la suite. En 1993, Viktor Orbán devient président du Fidesz, tandis qu'Áder devient le vice-président exécutif du Fidesz jusqu'en 1997 ; il retrouvera ses fonctions plus tard, entre 1999 et 2000.

### Président de l'Assemblée nationale
En 1997, lorsque le groupe parlementaire Fidesz s'agrandit du fait de l'arrivée de députés issus du KDNP et devient le quatrième groupe le plus important de la chambre, Áder est élu vice-président de l'Assemblée nationale, puis après la victoire électorale du Fidesz en 1998, en devient le président et demeure à ce poste jusqu'à la fin de la législature en 2002, ce qui fait de lui à 39 ans le plus jeune président du Parlement de l'histoire hongroise.
En 2002, il devient président du groupe parlementaire Fidesz, et après la démission du président du Fidesz Zoltán Pokorni il dirige le parti par intérim, et ce jusqu'à la réorganisation du Fidesz en 2003, lorsque l'ancien Premier ministre Viktor Orbán reprend à nouveau les fonctions de président du parti ; Áder est alors propulsé à la présidence du groupe parlementaire.
En 2006, de nouveau élu vice-président de l'Assemblée, il se voit proposer la présidence du groupe parlementaire Fidesz ; une offre qu'il décline.

### Au Parlement européen
En 2007, il déclare vouloir se présenter aux élections européennes de 2009. Il est élu député européen sur la liste Fidesz, en quatrième position, et démissionne de son mandat de député au Parlement hongrois, consacrant depuis lors son activité politique au Parlement européen, particulièrement sur des questions environnementales comme l'utilisation de cyanure par le projet minier de Roșia Montană en Roumanie (connu en hongrois sous le nom de Verespatak). Il a été élu vice-président de la Commission de l'environnement, de la santé publique et de la sécurité alimentaire au janvier 2012.
En 2011, il participe à la rédaction des réformes du système judiciaire et du système électoral hongrois.

### Président de la République

#### Élection présidentielle de 2012
Le 16 avril 2012, après la démission du président de la République, Pál Schmitt, impliqué dans une affaire de plagiat, et sur proposition du président du Fidesz et Premier ministre, Viktor Orbán, János Áder est désigné candidat par le groupe parlementaire Fidesz-KDNP pour l'élection présidentielle anticipée. Sa candidature est alors vivement critiquée par l'opposition parlementaire, de la gauche à l'extrême-droite, qui critique un choix dicté, selon elle, par l'intérêt personnel du Premier ministre. De son côté, le président du groupe Fidesz à l'Assemblée, János Lázár, se félicite de cette désignation, estimant que János Áder est une personnalité suffisamment consensuelle et respectée pour que soient garanties, à ses yeux, la « sécurité » et la « prévisibilité ». Ce choix, quoi qu'il en soit, constitue une surprise, puisque c'est le chef de la diplomatie, János Martonyi, qui était sérieusement pressenti pour succéder à Pál Schmitt.
Les médias européens, tout comme la presse hongroise, ne manquent pas de relever que le candidat désigné de la majorité parlementaire est un proche de Viktor Orbán, auquel il doit, en partie, sa carrière politique, le comparant au chef de l'État démissionnaire, Pál Schmitt, lui-même désigné par Orbán et extrêmement critiqué par l'opposition qui lui reprochait d'approuver les lois préparées par le gouvernement sans vérifier, avec rigueur, la conformité de celles-ci vis-à-vis de la Loi fondamentale. Le  candidat du Fidesz doit, par conséquent, s'efforcer, en cas d'élection, de redonner à la fonction présidentielle tout son prestige, atteint par le scandale de plagiat ayant impliqué Schmitt.
Alors que le parti d'extrême-droite Jobbik songeait à désigner l'ex-ministre Lajos Für comme candidat à la présidence, aucun des partis représentés à l'Assemblée ne propose un candidat opposé à Áder, ce qui rend l'élection de celui-ci inéluctable, d'autant que la majorité des deux-tiers de l'Assemblée nationale est détenue par le Fidesz et son allié, le KDNP.
Le 2 mai 2012, János Áder est élu président de la République à l'issue du premier tour de scrutin par le Parlement, ayant recueilli 262 suffrages ; après avoir accepté son élection, le nouveau chef de l'État prête serment en jurant fidélité à la Loi fondamentale, mais il doit attendre le 10 mai suivant pour être officiellement investi.

#### Premier mandat présidentiel

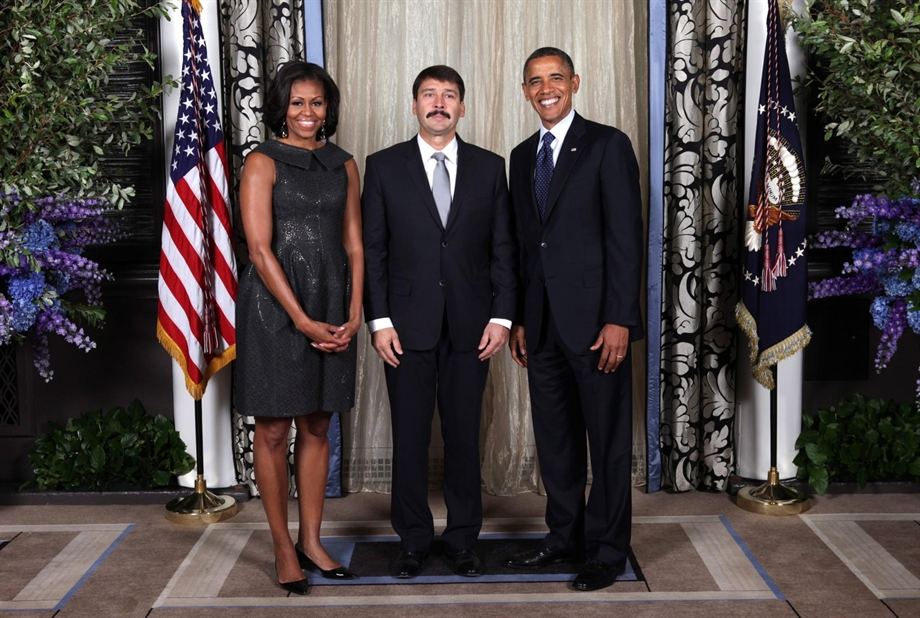
János Áder, entouré du président des États-Unis, Barack Obama, et de son épouse, Michelle, le 26 septembre 2012.

Le 6 décembre 2012, bien qu'il soit réputé proche du Premier ministre Viktor Orbán, le président de la République refuse de promulguer une loi, approuvée par la majorité parlementaire détenue par le Fidesz, qui obligeait les électeurs à s'enregistrer sur les listes électorales avant chaque scrutin ; le texte, en conséquence, est renvoyé devant la Cour constitutionnelle. Cette loi, lors de son examen par les députés, était présentée par l'opposition de centre-gauche comme étant une mesure prise par le chef du gouvernement dans le dessein de faciliter les chances de son parti de conserver la majorité parlementaire lors des élections parlementaires de 2014 ; l'ancien Premier ministre Gordon Bajnai considérait que le veto du chef de l'État était l'ultime chance, pour les Hongrois, de pouvoir se prononcer lors d'« élections libres », en 2014. En janvier 2013, le Fidesz renonce finalement à réformer la procédure électorale, après rejet de la loi par 
la Cour constitutionnelle,.
János Áder promulgue une nouvelle modification de la Constitution[Quand ?]. Les modifications approuvées par le Parlement hongrois « soulèvent des préoccupations en ce qui concerne le principe de la primauté du droit, le droit de l'UE et les normes du Conseil de l'Europe », ont écrit José Manuel Barroso et Thorbjorn Jagland, respectivement président de la Commission européenne et secrétaire général du Conseil de l'Europe, dans un communiqué diffusé depuis Bruxelles. En effet, ces modifications concernent la restriction d'une partie des prérogatives de la Cour constitutionnelle, une définition jugée conservatrice de la famille et l'expulsion de sans-domicile fixe lorsque celle-ci devait s'avérer nécessaire.
Le 9 mai 2013, le président Áder se fait de nouveau remarquer pour son refus de promulguer une loi soutenue par le gouvernement relative à la transparence de la vie politique ; celle-ci, pourtant approuvée par le Parlement, est dénoncée par l'opposition comme par des organisations anticorruption, qui présentent ce projet comme un encouragement à la corruption. En conséquence, la loi est présentée à la Cour constitutionnelle. Cet épisode, relevé par la presse hongroise, est considéré comme une nouvelle prise de distance assumée par le chef de l'État.
En mars 2016, János Áder renvoie devant la Cour suprême (Kúria), qui l'annule, une loi qui aurait permis à la Banque nationale hongroise de ne pas communiquer publiquement les comptes de fondations créées par elle et soupçonnées par des médias d'opposition hongrois de manœuvres illégales et de manipulations.

#### Réélection pour un second mandat

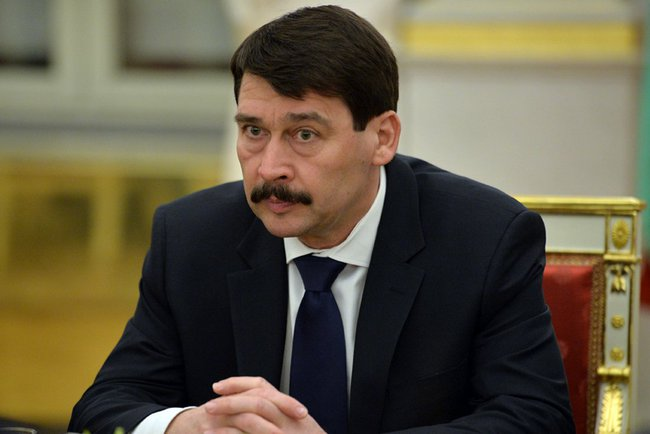
János Áder en 2015.

Quelques mois avant que le quinquennat du président Áder n'arrive à son terme, plusieurs noms sont évoqués pour sa succession à la tête de l'État : il est question, selon la presse hongroise, du président de l'Assemblée nationale László Kövér, du ministre Zoltán Balog ou encore du président de l'Académie hongroise des sciences László Lovász. Toutefois, l'éventualité d'une réélection de János Áder, alors soutenue par Viktor Orbán, se fait probable, même si les précédents présidents ont, à l'exception notable d'Árpád Göncz, refusé de concourir à leur propre succession pour un nouveau mandat.
Au mois de décembre 2016, cette option devient la plus probable, alors que l'entourage du Premier ministre indique que le président sortant János Áder devrait probablement être proposé comme candidat par la coalition gouvernementale ; ce serait, par conséquent, la première fois, depuis 1995, qu'un président sortant solliciterait un second mandat auprès de l'Assemblée nationale. Le Fidesz et son allié détenant 133 des 199 sièges de l'Assemblée nationale, la réélection du président Áder paraît inéluctable, dès que celui-ci est effectivement désigné candidat par la majorité parlementaire, le 15 février 2017.
Le 13 mars 2017, sans surprise, János Áder est réélu président de la République de Hongrie à l'issue du second tour de l'élection présidentielle, en ayant recueilli 131 voix contre seulement 39 pour le candidat de l'opposition de centre-gauche, László Majtényi. La victoire du chef de l'État sortant est immédiatement analysée par les commentateurs comme un succès personnel du Premier ministre Viktor Orbán, à moins d'un an des prochaines élections législatives prévues en 2018, même si les relations personnelles des deux hommes ont été de plus en plus distantes tout au long du premier mandat du président Áder, compte tenu notamment des démonstrations d'indépendance du chef de l'État hongrois vis-à-vis du gouvernement.

#### Second mandat présidentiel

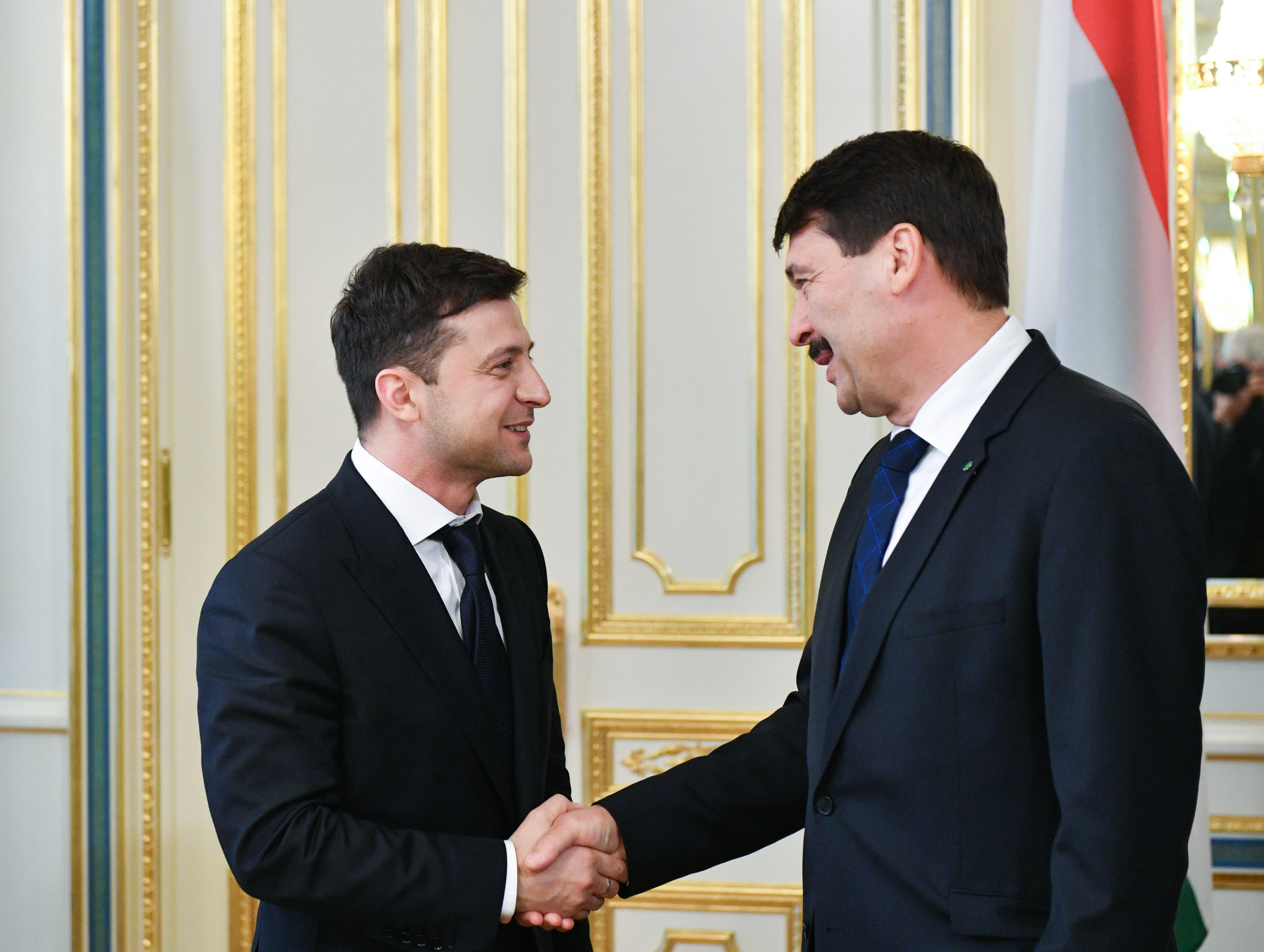
János Áder et son homologue ukrainien Volodymyr Zelensky à Kiev, en 2019.

Alors qu'il devait entamer son second mandat le 10 mai 2017, échéance prévue de son premier quinquennat, il prête serment le 8 mai devant les députés, réunis pour l'occasion. Dans son discours inaugural, le président réélu s'est fait très critique à l'égard de la classe politique hongroise, coupable à ses yeux d'un comportement « dramatique » menaçant de « [destruction] tout ce qui a été construit depuis 1990 », faisant explicitement référence aux querelles régulières confrontant le gouvernement et l'opposition, quelques mois après la promulgation d'une loi polémique menaçant l'université d'Europe centrale, financée par le milliardaire George Soros, opposant farouche du chef du gouvernement,.

#### Fin de sa présidence
Le 10 mars 2022, la candidate du Fidesz Katalin Novák remporte l'élection présidentielle, devenant la première femme élue présidente de la République hongroise. Après deux quinquennats, et empêché par la Constitution de se représenter à nouveau pour un troisième mandat, János Áder quitte la présidence de la République le 9 mai suivant.